# 布兰卡福尔特
布兰卡福尔特，是西班牙加泰罗尼亚塔拉戈纳省的一个市镇。总面积15平方公里，总人口394人（2001年），人口密度26人/平方公里。